# T34风琴多管火箭炮
T34風琴式多管火箭炮（Rocket Launcher T34 Calliope）是美軍在二戰時期的裝在M4谢尔曼戰車上的多管火箭炮。
T34風琴式的火箭口俓為4.6寸，有36至60支炮管，美軍在1943年開始裝備，數量不詳，在1944年8月法國戰場上的美軍第2裝甲師亦有裝備。

## 改進型
- T34風琴式 - 4.6寸火箭，36管在炮架頂部，12管在炮架底部。
- T34E1風琴式 - 與T34相同，但炮架底部由12管改為14管。
- T34E2風琴式 - 在1944年至1945年出現，改為7.2寸火箭，增至60管。

## 資料來源
- （英文）-T34 Calliope（页面存档备份，存于）
- （英文）-Rocket Tanks in the 752nd Tank Battalion